# Johann Althaus

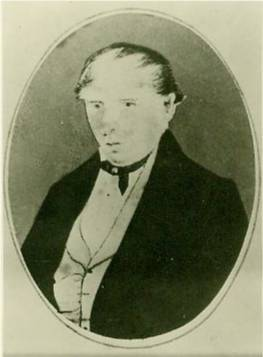
Johann Althaus

Johann Althaus (* 9. September 1798 in Lauperswil, Emmental, Kanton Bern, Schweiz; † 20. Juni 1876 in Sonthofen im Allgäu) war ein Schweizer Sennermeister, Begründer der Hart- und Rundkäserei (Emmentaler) im oberen Allgäu und damit ein Wegbereiter der Agrarreform im Allgäu.

## Rahmenbedingungen seines Wirkens
Käse war lange Zeit eher ein Nebenprodukt der kleinmaßstäblichen Kuhhaltung zur primären Eigenversorgung der Bauern mit Milch. Allgäuer Käse wurde mittels Flößerei auf der Iller bis nach Ulm und Passau gehandelt. Die Allgäuer Käserei stand jedoch bis um etwa 1800, vor allem in Bezug auf die Haltbarkeit und gleichmäßige Qualität der Produkte, auf einer relativ niedrigen Stufe im Vergleich zu jener der Schweiz, Hollands oder Belgiens.
Bis in das 16. Jahrhundert wog der Schweizer Emmentaler nur etwa vier bis zwölf Kilogramm. 1815 wurde im schweizerischen Kiesen erstmals in einer Talkäserei (Winterkäserei) ein exportfähiger, qualitativ hochwertiger Hartkäse hergestellt. Zu Beginn des 19. Jahrhunderts wurden in immer mehr zunehmendem Umfang aus der Schweiz, insbesondere dem Berner Mittelland, große Laibe – bis zu einem Zentner (40 bis 50 Kilogramm) schwere und daher Zentnerlaibe genannt – dieses weitgehend temperaturunabhängig haltbaren und damit weithin handelbaren Hartkäses ins benachbarte Allgäu eingeführt. Diese unpasteurisierten Rohmilchkäse waren aufgrund ihrer Haltbarkeit, Qualität und ihres feinen Geschmackes begehrt und begannen allmählich eine Konkurrenz für den bisher im Allgäu hergestellten Käse zu werden. Außerdem erzielten diese Käse einen fast doppelt so hohen Preis, so dass bald die Allgäuer Bauern, Milchkäufer und Käsehändler versuchten, diesen Käse selbst herzustellen. Sie holten daher gezielt Schweizer Käser ins Allgäu. Eine Allgäuer Alpe diente bis dahin hauptsächlich als sogenannte Galtalpe der Übersommerung von Jungvieh, das noch keine oder wenig Milch gibt.
Der Oberstaufener Fuhrunternehmer, Käsehändler und Landtagsabgeordnete Josef Aurel Stadler hatte Handelskontakte in die Schweiz und die Käsequalität der beiden ersten schweizerischen Talkäsereien seit Jahren beobachtet. Nachdem er sie für gut befunden hatte, holte er daher zunächst 1821 zwei junge Schweizer ins Allgäu, die in der Käserei von Weiler im Westallgäu den ersten „Allgäuer Emmentaler“ herstellten. 1823 wurde ein Älpler aus dem Allgäu für die Qualität des von ihm hergestellten Käses ausgezeichnet. Althaus war also nicht der erste Produzent von Schweizer Käse im Allgäu.
1806 wanderte der Schweizer Franz Schelbert (* 1749; † 1821) nach Deutschland aus. Er pachtete im heutigen Haldenwang-Wagegg bei Kempten im Allgäu ein Gut und stellte dort Emmentaler Käse her. Sein Sohn Franz Joseph errichtete dann in Immenstadt im Allgäu eine Rundkäserei. Sie waren die ersten, die im Allgäu Emmentaler Käse produzierten.

## Leben und Werk
Johann Althaus aus Lauperswil bei Langnau im Emmental gebührt das Verdienst, dass er 1827 im Allgäu die ersten traditionellen Zentner-Laibe Emmentaler Käse nach Schweizer Art außerhalb der Schweiz in kontinuierlicher, ganzjähriger Produktion mit voller Reifung in nennenswertem Umfang hergestellt hat. Es war wiederum Stadler, der Althaus ins Allgäu holte.
Ab 1827 produzierte Althaus zunächst auf der „Au-Alpe“ bei Vorsäß im Gunzesrieder Tal den ersten Laib  nach „Emmentaler Art“ im Allgäu, ja in Deutschland überhaupt, und legte damit den Grundstein für die florierende Rund- und Fettkäserei, für die das Allgäu noch heute bekannt ist. Später produzierte er auf einem Sennhof in Blaichach. Wegen Milchmangels im damals noch von Ackerbau dominierten Tal – zur Herstellung eines Zentner-Käselaibes nach Schweizer Art werden etwa 1000 Liter fettreiche Milch benötigt, heutzutage die Tagesmilchleistung von etwa 70 Kühen – verlegte er die Produktion dann wieder auf die Aualpe. 1835 eröffnete Althaus schließlich in Sonthofen eine eigene Sennerei und lieferte die dort produzierten haltbaren Hartkäselaibe an Abnehmer in weiter Umgebung.
Der erste Allgäuer Emmentaler hatte noch nicht die großen Löcher wie der Schweizer Emmentaler. Diese gelangen erst, als ab 1840 nach Schweizer Vorbild auch im Allgäu Gärkeller zur Reifung eingeführt wurden.

### Ehrungen

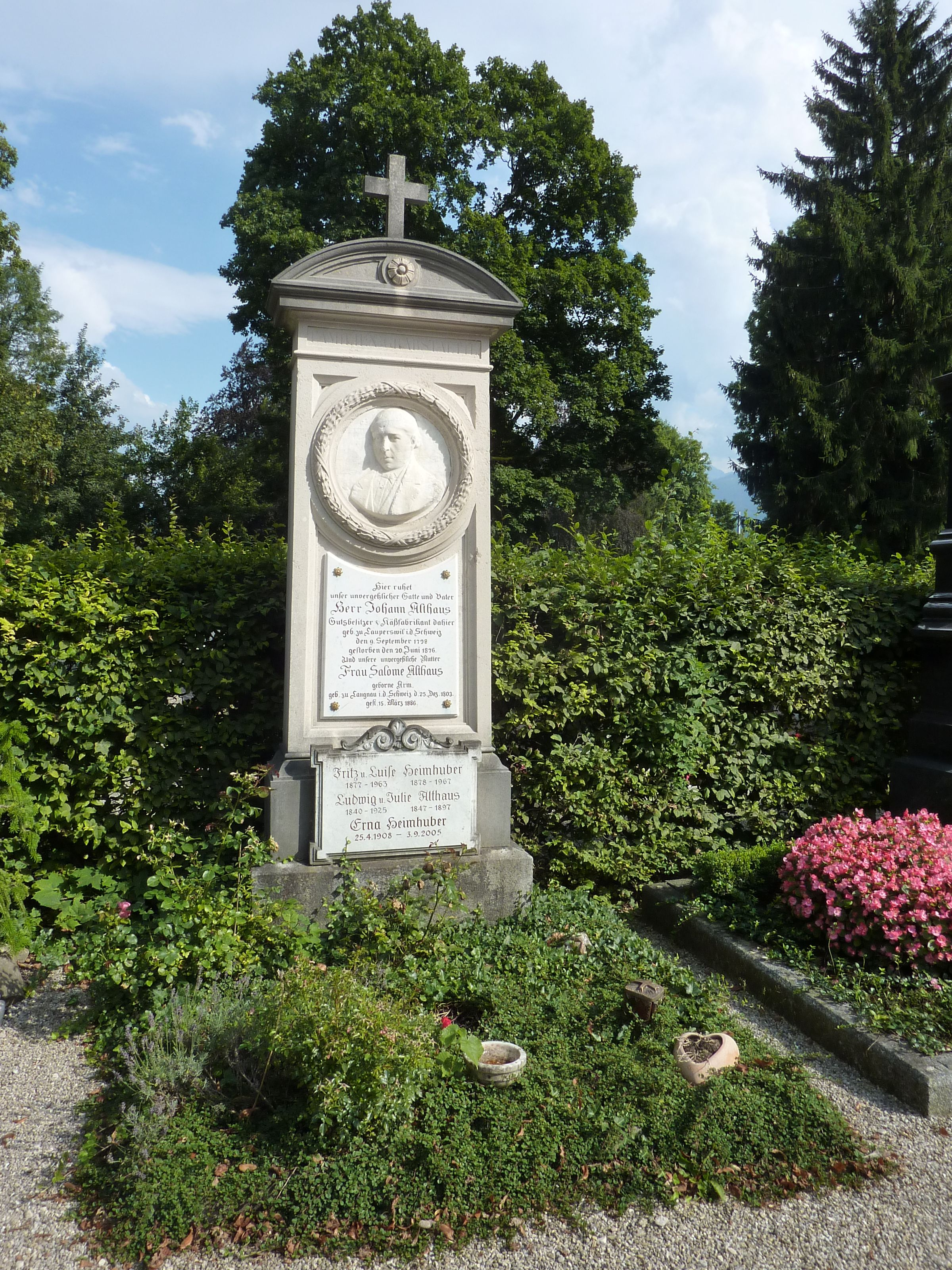
Grabmal in Sonthofen

Johann Althaus wohnte von 1827 bis zu seinem Tod 1876 in Sonthofen. Sein ehemaliges Bauernhaus, gelegen in der Bahnhofstraße 16 am Rand der heutigen Sonthofener Fußgängerzone, wurde 1998 abgerissen und durch einen Neubau ersetzt. 1999 wurde ein Platz vor dem Haus neu angelegt und Johann-Althaus-Platz getauft. Die auf dem Platz stehenden alten Lärchen (sog. „Althaus-Lärchen“) wurden noch von Johann Althaus selbst an seinem Haus gepflanzt und stehen heute als Naturdenkmal unter Schutz. Eine Sonthofener Straße und seit dem 18. August 2003 die „Johann-Althaus-Volksschule Sonthofen (Grundschule)“ tragen ebenfalls seinen Namen. Sein Grabmal ist erhalten geblieben.

## Bedeutung
In den Folgejahren wanderten aufgrund der Nachfrage und der damit verbundenen guten Löhne immer mehr Schweizer ein (der Begriff Schweizerei wurde zum Synonym für Käserei). Die Produktion von Käse nach Schweizer Art war im Allgäu jedoch zunächst noch so ungewöhnlich, dass ein geschäftstüchtiger Allgäuer Bauer bei Fischen damals sogar sechs Kreuzer Eintritt für die Besichtigung der in seinem Gärkeller reifenden Käselaibe verlangte. Weil zur Herstellung so große Milchmengen erforderlich waren, konnte aber nicht mehr jeder Bauer selbst Käse herstellen. Daher wurden in den Dörfern zahlreiche Sennereien errichtet, oft genossenschaftlich betrieben.
Die Einführung dieses rentablen Milch-Veredelungsproduktes trug maßgeblich dazu bei, dass sich im Allgäu fortan die Grünlandwirtschaft gegenüber der Produktion von Getreide und Flachs durchsetzte.  Althaus und die anderen Schweizer Käseproduzenten trugen damit – neben Carl Hirnbein, der kurz darauf zwei Holländer ins Allgäu holte, um die Weichkäsesorten Romadur und Limburger im Allgäu einzuführen – erheblich zum wirtschaftlichen Aufschwung des bis dahin armen Landstriches bei.